# Jana Bodnárová
Jana Bodnárová (Jakabfalu, 1950. június 21.) szlovák költő, író, művészettörténész, forgatókönyvíró. Kassán lakik. 
Férje Bartusz György szobrász, egyetemi tanár.

## Életpályája
A középiskolát Liptószentmiklóson végezte, majd 1968 és 1976 között a pozsonyi Comenius Egyetemen művészettörténetet, egy ideig könyvtártudományt és latin nyelvet is tanult. Az egyetem után több mint tíz évig Eperjesen dolgozott, művészeti és történelmi emlékek megőrzésével foglalkozott (levéltárosként?), valamint cikkeket és tanulmányokat írt a kortárs művészetről. 
Az 1990-es évek elejétől szinte kizárólag irodalmi, művészeti tevékenységgel foglalkozik. Szépprózát, gyermekkönyveket, rádiójátékokat és televíziós forgatókönyveket ír, emellett a kilencvenes évek közepe óta videoperformance-szokat is készít és mutat be galériákban és kísérleti színházak színpadain, valamint külföldön. Művészetét állandó kísérletezés és megújulás jellemzi. 

## Munkái

### Prózai munkák
- 1990 – Aféra rozumu
- 1991 – Neviditeľná sfinga
- 1993 – Z denníkov Idy V.
- 1996 – Bleskosvetlo / Bleskotma
- 1996 – Závojovaná žena
- 1999 – 2 cesty
- 2002 – Tiene papradia
- 2005 – Insomnia
- 2008 – Takmer neviditeľná
- 2016 – Náhrdelník/Obojok
- 2017 – Čas a (bez)čas
- 2018 – NOCturná
- 2019 – Koža

### Versek
- 1991 – Terra nova
- 1995 – ŠE-PO-TY
- 2000 – Blíženci
- 2013 – Ako sa číta báseň
- 2013 – Z periférií
- 2016 – v záhradách / pod dronmi
- 2017 – Uprostred noci sa chcem ísť prejsť
- 2019 – Terče

### Gyermek- és ifjúsági könyvek
- 1995 – Roztrhnuté korálky
- 1999 – Dievčatko z veže
- 2000 – Malí, väčší, ešte väčší
- 2001 – Barborkino kino
- 2003 – Čo som videla pri jazere / Was ich am see zu sehen bekam
- 2005 – Moja prvá galéria
- 2006 – O strome, ktorý bol na ceste / The tree which came from afar
- 2009 – Koníky v cvale
- 2012 – Trinásť
- 2014 – Dita, 30 mušiek svetlušiek a iné príbehy
- 2015 – Jednozubý úsmev (antológia)
- 2019 – Sabínkine prázdniny

### Drámák
- 1987 – Spiace mesto
- 1990 – Spiace mesto, Kozoroh, Nohy
- 2000 – Sobotná noc'

### Forgatókönyvek
- 1997 – Smutný valčík
- 2000 – Fragmenty z malomesta

## Magyarul megjelent művei
- 2016 – Insomnia, ford. Tóth Ozsvald Zsuzsa, Gondolat Kiadói Kör
- 2018 – Szinte láthatatlan (Takmer neviditeľná), ford. Tamara Archlebová, Gondolat Kiadói Kör
- Nyakék/nyakörv. Akkor, közben, most; ford. Tóth Ozsvald Zsuzsa; Gondolat, Bp., 2021[4]
- Dita, a táncoló medve és egyéb történetek; ford. Peťovská Flóra; Csirimojó, Bp., 2021

## Fordítás
- Ez a szócikk részben vagy egészben  a   cikk címe című szlovák Wikipédia-szócikk ezen változatának fordításán alapul.  Az eredeti cikk szerkesztőit annak laptörténete sorolja fel. Ez a jelzés csupán a megfogalmazás eredetét és a szerzői jogokat jelzi, nem szolgál a cikkben szereplő információk forrásmegjelöléseként.